# Ян, Иоганн
Иоганн Ян (нем. Johann Jahn, 1750—1816) — католический священник, теолог и ориенталист. Изучал философию в университете города Оломоуц. Был профессором восточных языков, библейской археологии и догматики в венском университете, но в 1806 году, вследствие конфликта с архиепископом (который нашел, что некоторые библейские тексты толкуются Яном несогласно с установившимися в католической церкви взглядами), должен был оставить профессуру и занял место каноника при церкви святого Стефана в Вене. Его главные труды — элементарная еврейская грамматика (3 издание, 1792, 1799 и 1809), учебник халдейского и сирийского языков для начинающих (1793; с хрестоматией, 1800), учебник арабского языка (1796, с хрестоматией и словарём, 1802), введение к книгам Ветхого Завета (1793—1802; 2 изд., 1802), библейская археология (1797—1805; 2 издание, 1807—1815), карманное издание еврейского текста Библии (1806; снабжено многочисленными вариантами).